# جون وايت (لاعب كرة قدم)
جون وايت (بالإنجليزية: John White)‏ (و. 1937 – 1964 م) هو لاعب كرة قدم، من المملكة المتحدة، يلعب كلاعب وسط، ومهاجم داخلي، توفي عن عمر يناهز 27 عاماً، بسبب صاعقة.

## روابط خارجية
- جون وايت على موقع قاعدة بيانات كرة القدم.إي يو (الإنجليزية)
- جون وايت على موقع ناشيونال فوتبول تيمز (الإنجليزية)
- جون وايت على موقع عالم كرة القدم.نت (الإنجليزية)